# 雷蒙德·斯迈利
雷蒙德·斯迈利（英語：Raymond Smillie，1904年1月18日—1993年4月21日），加拿大男子拳击运动员。他曾代表加拿大参加1928年夏季奥林匹克运动会拳击比赛，获得一枚铜牌。他在奥运后不久退役，在1930年代开始担任裁判。